# Abianus
Abianus ist ein keltischer Gott Galliens und wird nach der Interpretatio Romana mit Mercurius gleichgesetzt.
Inschriften zu Abianus sind in Gordes (Apta), Castelnau-le-Lez und Saint-Rémy-de-Provence (Glanum), alle in der römischen Provinz Gallia Narbonensis, gefunden worden.
Sprachlich dürfte die Lautung des Namens Abianus mit der irischen Sagengestalt Abhcan zusammenhängen.